# Cleveland Rockers 2000
La stagione 2000 delle Cleveland Rockers fu la 4ª nella WNBA per la franchigia.
Le Cleveland Rockers arrivarono seconde nella Eastern Conference con un record di 17-15. Nei play-off vinsero la semifinale di conference con le Orlando Miracle (2-1), perdendo poi la finale di conference con le New York Liberty (2-1).

## Roster
| N° | Naz.                   | Ruolo | Sportivo         | Anno | Alt. | Peso |
| -- | ---------------------- | ----- | ---------------- | ---- | ---- | ---- |
| 4  | Stati Uniti (bandiera) | G     | Suzie McConnell  | 1966 | 165  | 57   |
| 6  | Rep. Ceca (bandiera)   | A     | Eva Němcová      | 1972 | 191  | 78   |
| 8  | Stati Uniti (bandiera) | C     | Chasity Melvin   | 1976 | 191  | 84   |
| 11 | Stati Uniti (bandiera) | G     | Tricia Bader     | 1973 | 163  | 57   |
| 12 | Belgio (bandiera)      | AC    | Ann Wauters      | 1980 | 193  | 88   |
| 23 | Portogallo (bandiera)  | A     | Mery Andrade     | 1975 | 185  | 77   |
| 25 | Stati Uniti (bandiera) | G     | Merlakia Jones   | 1973 | 175  | 67   |
| 30 | Stati Uniti (bandiera) | G     | Helen Darling    | 1978 | 170  | 74   |
| 32 | Stati Uniti (bandiera) | A     | Adia Barnes      | 1977 | 180  | 75   |
| 34 | Stati Uniti (bandiera) | A     | Rushia Brown     | 1972 | 188  | 79   |
| 41 | Bahamas (bandiera)     | AC    | Pollyanna Johns  | 1975 | 191  | 75   |
| 42 | Stati Uniti (bandiera) | A     | Vicki Hall       | 1969 | 185  | 82   |
| 44 | Stati Uniti (bandiera) | G     | Michelle Edwards | 1966 | 175  | 68   |

## Staff tecnico
Allenatore: Dan Hughes

Vice-allenatori: Lisa Boyer, Janice Lawrence

Preparatore atletico: Georgia Fischer